# شخص تک‌نام

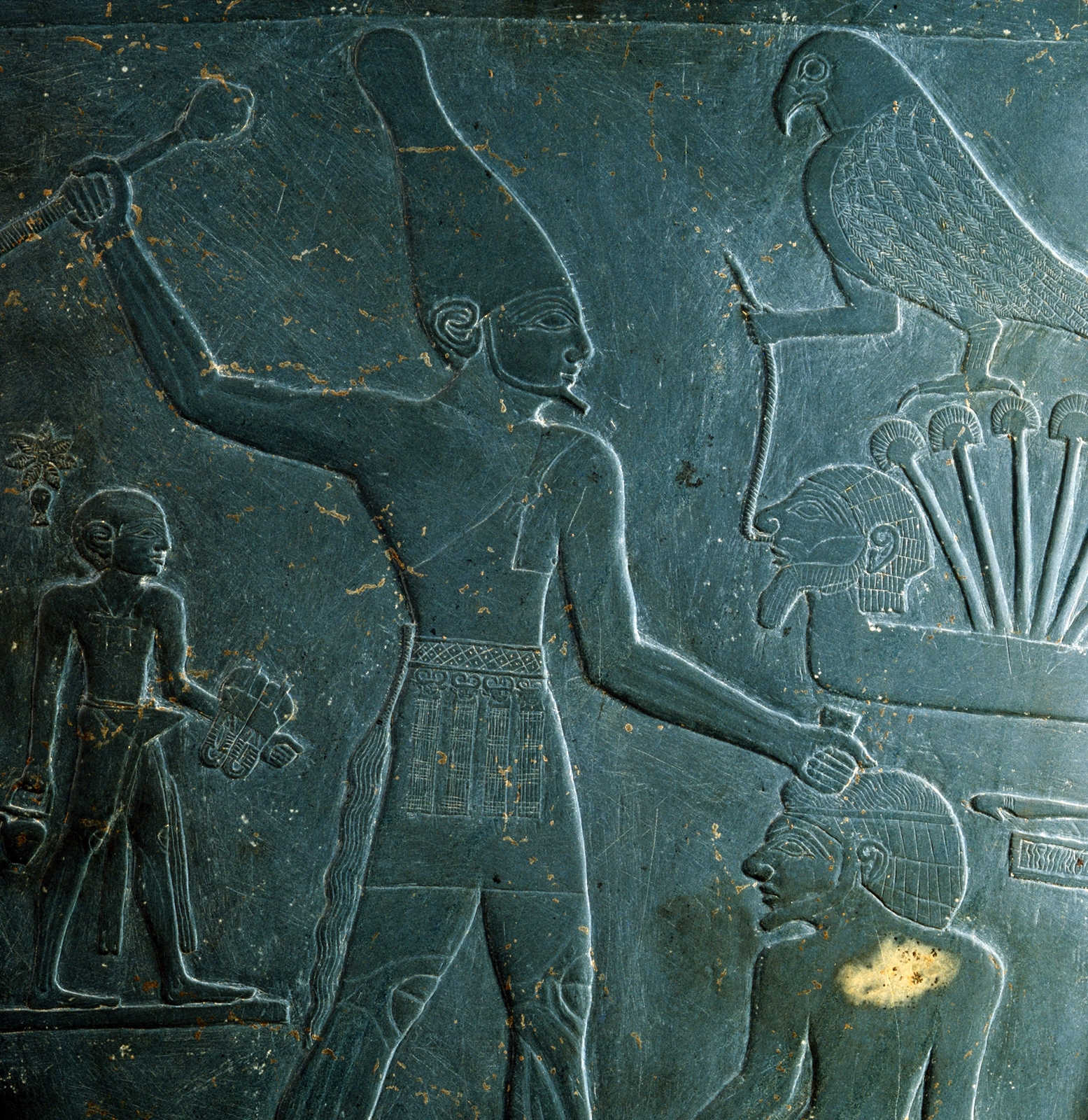
نارمر

شخص تک‌نام (انگلیسی: Mononymous person) فردی است که با یک نام تنها شناخته می‌شود؛ مانند افلاطون، مولوی، کلئوپاترا، پله و مدونا.
در برخی موارد، گزینش تک‌نام در نتیجهٔ چندنامی یا نام‌های چندگانه بوده‌است. در کاربردهای دیگر می‌تواند نام هنری یا تخلص شخص باشد و در مورد شخصیت‌های تاریخی، ممکن است تنها یکی از نام‌های فرد باشد که در طول زمان به جا مانده‌است. افراد خانواده سلطنتی اغلب با تک‌نام شناخته می‌شوند که می‌تواند همراه با عددنویسه باشد مانند الیزابت یکم. پاپ‌ها نیز تک‌نام برمی‌گزینند مانند اسقف رم، فرانسیس.